# Helaspis mexicana
Helaspis mexicana är en insektsart som beskrevs av Mckenzie 1963. Helaspis mexicana ingår i släktet Helaspis och familjen pansarsköldlöss. Inga underarter finns listade i Catalogue of Life.